# Puigverd d’Agramunt
Puigverd d’Agramunt település Spanyolországban, Lleida tartományban. Puigverd d’Agramunt Agramunt, Oliola, Ossó de Sió, Tàrrega és Tornabous községekkel határos. Lakosainak száma 240 fő (2024).

## Népesség
A település népessége az utóbbi években az alábbiak szerint változott:
| Lakosok száma | 86   | 579  | 489  | 364  | 250  | 244  | 278  | 259  | 255  | 240  |
|               | 1717 | 1887 | 1936 | 1960 | 1986 | 2004 | 2009 | 2014 | 2019 | 2024 |